# Machaerota spangbergii
Machaerota spangbergii is een halfvleugelig insect uit de familie Machaerotidae. De wetenschappelijke naam van deze soort is voor het eerst geldig gepubliceerd in 1879 door Victor Antoine Signoret.